# (2421) Nininger
(2421) Nininger (1979 UD) – planetoida z pasa głównego asteroid okrążająca Słońce w ciągu 5,83 lat w średniej odległości 3,24 au. Odkryta 17 października 1979 roku.